# Chironomus aurantiacus
Chironomus aurantiacus är en tvåvingeart som först beskrevs av Jean-Jacques Kieffer 1921.  Chironomus aurantiacus ingår i släktet Chironomus och familjen fjädermyggor.
Artens utbredningsområde är Taiwan. Inga underarter finns listade i Catalogue of Life.